# Macrothylacia albicans
Macrothylacia albicans är en fjärilsart som beskrevs av Edward Alfred Cockayne 1951. Macrothylacia albicans ingår i släktet Macrothylacia och familjen ädelspinnare. Inga underarter finns listade i Catalogue of Life.